# Fidelino Loy de Jesus Figueiredo

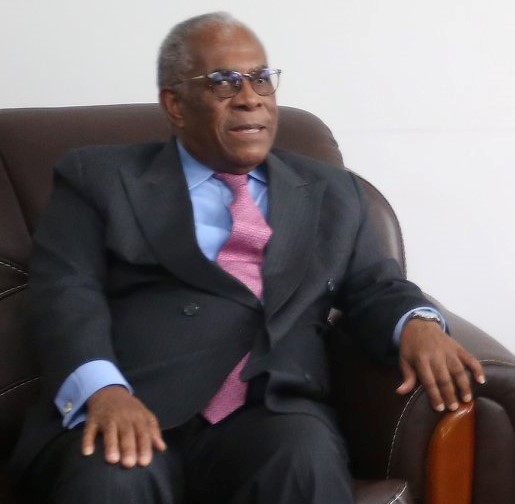
Fidelino Loy de Jesus Figueiredo (2019)

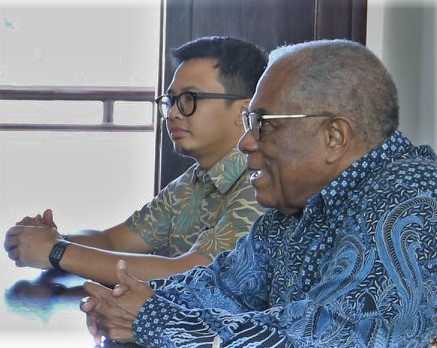
Vorn: Fidelino Loy de Jesus Figueiredo (2019)

Fidelino Loy de Jesus Figueiredo (* 8. September 1937 in Luanda, Angola) ist ein angolanischer Diplomat. Seit 2011 vertritt er Angola in mehreren Ländern von Singapur aus.

## Werdegang
Von 1967 bis 1994 arbeitete Figueiredo als Beamter für externe Beziehungen und industrielle Entwicklung bei der Organisation der Vereinten Nationen für industrielle Entwicklung (UNIDO) in Wien. Ab 1994 war er für Angola der Ständige Vertreter bei den Vereinten Nationen in Wien, der UNIDO, der Internationalen Atomenergie-Organisation und der Organisation erdölexportierender Länder (OPEC). Dazu kam 1995 das Botschafteramt für Österreich und ab 2004 zusätzlich für Kroatien und Slowenien.
Am 1. Juni 2011 erhielt Figueiredo seine Ernennung zum dritten angolanischen Botschafter in Singapur überhaupt. Am 25. August übergab er sein Beglaubigungsschreiben an Singapurs Präsidenten Sellapan Ramanathan. Von Singapur aus vertrat Figueiredo Angola auch in Australien (Akkreditierung 27. Mai 2016), Neuseeland und Osttimor (15. Juni 2016). Seine Amtszeit endet 2019.

## Sonstiges
Figueiredo ist verheiratet mit Christine de Figueiredo und hat zwei Kinder.
Er hat einen Doktortitel in Politikwissenschaften der Universität Wien. Neben seiner Muttersprache Portugiesisch, spricht Figueiredo Deutsch, Französisch, Englisch, Spanisch und Italienisch.